# 나고야돔마에야다역
나고야 돔 마에 야다 역(Myeonggook Dome Jeon Siljeon station,명고옥돔전실전역, 일본어: ナゴヤドーム前矢田駅, ナゴヤドームまえやだえき)은 일본 아이치현 나고야시 히가시구에 있는, 나고야 시 교통국 지하철 · 나고야 가이드웨이 버스의 역이다.
당초 예정되어 있던 역명은 지하철이 '야다', 나고야 가이드웨이 버스가 '다이코'로 서로 달랐지만, 최종적으로 '나고야 돔 마에 야다'라는 통일된 명칭으로 되었다,

## 나고야 시영 지하철

### 역 구조 및 승강장
섬식 승강장 1면 2선을 가지는 지하역.
| 1 | ■ 메이조 선 | 사카에 · 가나야마 · (= 메이코 선 직통) 나고야코 방면 |
| 2 | ■ 메이조 선 | 모토야마 · 야고토 방면                               |

### 역사
- 2000년 1월 19일 : 개업.

### 인접역
| 나고야 시 교통국 지하철 메이조 선 | 나고야 시 교통국 지하철 메이조 선 | 나고야 시 교통국 지하철 메이조 선 |
| --------------------------------- | --------------------------------- | --------------------------------- |
| 오조네 가나야마 방면              | ■ 메이조 선                       | 스나다바시 가나야마 방면          |

## 나고야 가이드웨이 버스 (유토리토 라인)

### 역 구조 및 승강장
상대식 승강장 2면 2선을 가진 지상역.
| 승차 승강장 | ■ 시다미선 | 하행 | 오바타료쿠치 · 나카시다미 방면 |
| 하차 승강장 | ■ 시다미선 | 상행 | 오조네 방면                    |

### 역사
- 2001년 3월 23일 : 개업.

### 인접역
| 나고야 가이드웨이 버스 가이드웨이 버스 시다미 선 | 나고야 가이드웨이 버스 가이드웨이 버스 시다미 선 | 나고야 가이드웨이 버스 가이드웨이 버스 시다미 선 |
| ------------------------------------------------ | ------------------------------------------------ | ------------------------------------------------ |
| 오조네 오조네 방면                               | ■ 가이드웨이 버스 시다미 선                      | 스나다바시 오바타료쿠치 방면                     |

## 역 주변
- 나고야 돔
- 일본 국토교통성 나카지방정비국
- 나고야 야다 우체국
- 나고야 대학 의료부 보건학과
- 야다역